# Зеленодольское (Луганская область)
Зеленодольское (укр. Зеленодільське) — село (до 2010 — посёлок), относится к Антрацитовскому району Луганской области Украины. Под контролем самопровозглашённой Луганской Народной Республики.

## География
Село расположено на реке под названием Большая Каменка. Соседние населённые пункты: сёла Ребриково (ниже по течению Большой Каменки) на востоке, Македоновка и Шёлковая Протока на северо-востоке, Ореховка и посёлок Лесное на севере, Червоная Поляна, Круглик и Новобулаховка на северо-западе, посёлки Колпаково (выше по течению Большой Каменки), Казаковка, Лесное на западе, село Зелёный Курган, посёлки Щётово, Каменное на юго-западе, Ясеновский, сёла Чапаевка, Красный Колос на юге, Картушино, Мечетка, Вербовка, посёлок Новоукраинка на юго-востоке.

## Население
Население по переписи 2001 года составляло 226 человек.

## Общие сведения
Почтовый индекс — 94663. Телефонный код — 6431. Занимает площадь 3,502 км². Код КОАТУУ — 4420387702.

## Местный совет
94660, Луганская обл., Антрацитовский р-н, с. Червоная Поляна, ул. Первомайская, д.6